# Førlandsfjorden
Førlandsfjorden er en sidefjord til Boknafjorden i Tysvær kommune i Rogaland fylke i Norge. Den har indløb ved Surnevik, syd for Slåttevik og nordvest for Kårstø, og strækker sig 12 kilometer mod nord.
I de yderste to kilometer ligger der flere holme som Hamnarholmen, Urdholmen (med en fyrlygte), Notholmen og Lamholmen. Slåttvik ligger på østsiden ved Lamholmen og lige nord for der for  smalner fjorden ind ved Mjåsundet. Her går Europavej E39 over sundet via den 177,5 meter lange Mjåsundsbroen, før vejen fortsætter mod nord langs vestsiden af Førlandsfjorden. 
Nord for Mjåsundet ligger Baståsbukta og bygden Lushamn på vestsiden. Lige nord for Baståsbukta stikker Vågen ind mod øst til selve Tysvær. Indløbet til vågen er smalt, kun omtrent 5-10 meter. Lidt længere mod nord ligger Haukåsbukta og bygden Haukås på vestsiden. Videre nordover ligger bygderne Høyvik, Apeland, Klovning, Saltvik og Rånvik. Inderst i fjorden ligger bygden Førland.